# スマトラ島沖地震 (2005年)
スマトラ島沖地震（スマトラとうおきじしん）は、2005年3月28日16時9分36秒（UTC、現地時間 午後11時9分36秒）にスマトラ島沖で発生した地震である。ニアス島付近で発生したことからニアス島沖地震とも呼ばれる。

## 概要
2004年12月26日のスマトラ島沖地震の余震がだいぶ収まり、規模も小さくなってきた2005年3月28日16時9分36秒 (UTC) に、同地震の震源の南東約250km沖で、モーメントマグニチュード (Mw) 8.6の地震が発生した。この地震は、スマトラ島沖地震の余震ではなく、別の地域を震源とする誘発地震（広義の余震とも呼ばれる）である。
| 順位                           | 名称                                   | 発生日（UTC）  | 規模（Mw） |
| ------------------------------ | -------------------------------------- | -------------- | ---------- |
| 1                              | チリ、バルディビア                     | 1960年5月22日  | 9.5        |
| 2                              | アラスカ、プリンス・ウィリアム湾       | 1964年3月28日  | 9.2        |
| 3                              | スマトラ島・アンダマン諸島             | 2004年12月26日 | 9.1        |
| 3                              | 東北地方太平洋沖地震                   | 2011年3月11日  | 9.1        |
| 5                              | カムチャツカ半島東方沖                 | 1952年11月5日  | 9.0        |
| 6                              | チリ、ビオビオ                         | 2010年2月27日  | 8.8        |
| 6                              | エクアドル・コロンビア                 | 1906年1月31日  | 8.8        |
| 8                              | アリューシャン列島、ラット諸島         | 1965年2月4日   | 8.7        |
| 9                              | アリューシャン列島、ユニマク島         | 1946年4月1日   | 8.6        |
| 9                              | アッサム・チベット                     | 1950年8月15日  | 8.6        |
| 9                              | アリューシャン列島、アンドレアノフ諸島 | 1957年3月9日   | 8.6        |
| 9                              | スマトラ島北部                         | 2005年3月28日  | 8.6        |
| 9                              | スマトラ島北部西方沖                   | 2012年4月11日  | 8.6        |
| 規模はアメリカ地質調査所による |                                        |                |            |

2004年12月26日のスマトラ島沖地震の発生によりプレートにかかっていた圧力が開放され、代わりにプレートの他の部分へ圧力がかかったために、もともとあった断層に歪（ひず）みが溜まり起こった、云わばスマトラ島沖地震が引き金になった地震ではないかと見られている。また、この地震の震源域の延長はおよそ350kmと推定されている。この震源域は2004年のスマトラ島沖地震の震源域に隣接し一部が重複しており、2つの地震の震源域を重ね合わせると1,600kmにも及ぶ。そのため、2004年の地震と今回の地震は東海・東南海・南海連動型地震のような連動型の巨大地震であった可能性も指摘されている。
このことから、インド・オーストラリアプレートとユーラシアプレートの境界地域で、近年地震が起こっていない部分では、更なる地震に警戒が必要であるという研究や報告が見られた（スマトラ島周辺で起こる地震全体の概要参照）。
また、ニアス島付近では1861年に津波を伴うM8を超える地震が発生している他、この地震の震源域のすぐ南では1833年にもM8を超える地震が発生している。

## 地震
- 発生時刻：2005年3月28日午後4時9分36秒(UTC)
- 震源：スマトラ島メダン南西沖245kmの、北緯2度4分26.4秒、東経97度0分46.8秒、深さ30kmの地点[1]
- モーメントマグニチュード(Mw)：8.6 [1]（気象庁は、Mj 8.5）
- インド・オーストラリアプレートとユーラシアプレートの境界地域であるスンダ海溝で発生した。
- 地震による強い揺れはスマトラ島西岸では2分間ほど、バンダ・アチェなどでは3分間ほど続いた。幅の大きな横揺れだった。

## 津波
この2005年3月28日の地震では、発生から数十分後にタイ、インドネシア、ニコバル諸島に向けて津波警報が発令されて、情報を聞いた人々が避難した。タイでは、地震発生直後に非公式ながらテレビなどで津波警報を出し、対応は迅速だった。しかし、最も震源に近かったインドネシアのニアス島のように情報が伝わらなかった地域も数多くあり、避難時にはインド洋沿岸の多くの地域で混乱が見られた。
- 各地の津波の高さと、発生から到達までの時間
  - インドネシア・シムルエ島 - 3 - 4分後 - 3m程度[15]
  - インドネシア・ニアス島 - 2 - 3分後 - 2m程度
  - スリランカ・コロンボ - 3時間29分後 - 25cm
  - モルディブ・マレ - 4時間47分後 - 10cm
  - モルディブ・ガン - 4時間40分後 - 15cm（第一波の後に50cm程度の引き波を観測）
  - モルディブ・ハニンマドゥー - 4時間5分後 - 20cm
  - モーリシャス・ポートルイス - 8時間6分後 - 20cm（60 - 70cmの引き波の後に観測）
  - セーシェル・ポートラルー - 観測なし
  - オマーン・サラーラ - 観測なし

## 被害情報
2005年3月31日12時現在、2000人程度が死亡したとの情報がある。

### インドネシア
- 同国スマトラ島の西150kmほどに位置するニアス島は震源から数10kmと近かったため、多くの建物が倒壊し、同島東岸の都市では、建物の大半が倒壊し、多数の火災が発生した[16][17][18][19][20][21]。地震後の集計によると、およそ1000人の島民が亡くなった[22][23]。
- また、地震発生から1か月程度後の調査により、ニアス島周辺では大規模な地盤の変動が数kmにわたって起こり、島の西が隆起し、東部が沈降したことが分かった。そのため、北西部ラヘワでは新たな島が出現し、東部海岸では数集落が海中に没し、土地を失った[24]。

### その他の地域
- 世界中で揺れを観測し、東南アジア西部では大きな揺れだった[25]。インドネシア以外の地域では、津波から逃れようと多くの人々が道にあふれ出し、交通事故が多数起こった[26][27]。

### 日本人の被害状況
- 復興支援に当たっていたNGOなど複数の団体が地震に遭遇し、宿舎が倒壊したりする被害があったが、アチェ特別州に滞在していた日本人全員の無事が確認された[28][29][30]。